# Weißer Wall
Der slawische Burgwall Weißer Wall befindet sich auf dem Gemeindegebiet Warrenzin südöstlich des Ortes Wolkow im Landkreis Mecklenburgische Seenplatte.
Das Bodendenkmal liegt am nördlichen bewaldeten Hochufer der Peene und war eine eingliedrige Niederungsburg. Funde von Menkendorfer und Weisdiner Keramik datieren diese Burganlage in die mittlere bis jüngere Slawenzeit des 9. bis 12. Jahrhunderts.
Die Burg besteht aus einem hufeisenförmigen Halbkreiswall mit noch einer sichtbaren Toranlage.
Die Burg lag im Stammesgebiet der Zirzipanen, die in jener Zeit einer der Hauptstämme der Lutizen waren.
In den 1950er Jahren wurden südöstlich der Burg bei Baggerarbeiten in der Peene hunderte eichener Pfähle entdeckt. Hier bestand ein Übergang in Form einer hölzernen Brücke, die wohl im Zusammenhang mit dem Burgwall stand.
Den Namen Weißer Wall erhielt die Burganlage im 19. Jahrhundert durch den Abbau von Kalk am Fuße des Burgwalles. In der Nähe lag zu jener Zeit die Gipsmühle von Deven.
2,5 Kilometer weiter südwestlich befindet sich eine weitere slawische Burganlage an der Peene, der „Hohe Wall“.